# Gaspar Pacheco do Azambujal
Gaspar Pacheco do Azambujal foi um militar português.

## Família
Filho de Álvaro Pacheco, Provedor e Feitor-Mor das Alfândegas do Reino, e de sua mulher Vicente Vaz, segundo uns de legítimo matrimónio e segundo outros bastardo legitimado, e neto paterno de Diogo Fernandes de Brito e de sua mulher Joana Pacheco, esta filha bastarda de Gonçalo Pacheco.

## Biografia
O seu apelido principiou a usar-se no século XVI, tirado duma Herdade do Alentejo, da qual era dono Gaspar Pacheco, Chefe desta Família. Gaspar Pacheco, o primeiro que se chamou do Azambujal, serviu em África com dois homens à sua custa, foi armado Cavaleiro em 1531, em Tânger, pelo Capitão D. Duarte de Meneses e, pelos grandes serviços que prestara contra os mouros, D. João III de Portugal o fez Fidalgo de Solar e de Cota de Armas por Carta de 28 de Julho de 1554. Também foi Cavaleiro da Ordem de Cristo e Provedor-Mor das Alfândegas do Reino. Instituiu em Morgado a sua Herdade do Azambujal, no termo da Vila de Redondo, que a seu pedido o monarca lhe dera por Solar, dotando-a a seu filho João Pacheco do Azambujal, quando se casou com Violante de Meneses, por Escritura lavrada a 28 de Julho de 1554, em Ceuta.
As Armas Novas que D. João III lhe concedeu são: de prata, com um azambujeiro de verde, carregado no tronco de uma adarga de ouro guarnecida de vermelho, o azambujeiro saindo dum contra-chefe diminuto de azul, aguado do campo; timbre: um ramo do azambujeiro.

## Casamento e descendência
Casou com Guiomar Rodrigues, à qual alguns genealogistas juntam o apelido Pereira, da qual teve descendência extinta poucas gerações depois.